# Triestí
El triestí és el dialecte local de la llengua vèneta que es parla a la ciutat de Trieste i a la seva comarca històrica. El triestí està fortament influenciat per un substrat furlà, degut principalment a la coexistència durant el segle xviii amb el tergestí, l'antic dialecte de la ciutat que el nou triestí va arribar a substituir.
Hi ha dues hipòtesis respecte a aquesta substitució lingüística. Segons alguns autors va ser principalment deguda a la gran quantitat d'immigrants que van arribar a Trieste a partir de 1716, moment en què la ciutat és declarada port franc de l'Imperi Austrohongarès i experimenta una gran crescuda demogràfica. Segons altres autors, aquesta substitució té origen en l'ús del venecià com a llengua franca, de manera que el triestí es va començar a parlar entre mariners i pescadors, i el reemplaçament es va acabar cap a la primeria del segle xix en penetrar en la burgesia, l'últim estrat social que va utilitzar el tergestí.
Més tard, cap a la fi del segle xviii i durant el segle xix, la gran quantitat d'immigrants arribats a la ciutat va produir que el dialecte incorporés mots d'altres llengües, com ara el grec, el croat o el serbi. Se sap que James Joyce el va aprendre durant la seva estada a la ciutat, i es conserven les cartes que aquest va enviar a Italo Svevo en aquest dialecte. Va ser l'única llengua àmpliament utilitzada a la ciutat fins a 1919, quan Trieste va incorporar-se al Regne d'Itàlia per primer cop.
El triestí actual, com la majoria dels dits dialectes d'Itàlia, ha patit una forta degradació per coexistència amb l'italià, però tot i això roman una llengua vivent, utilitzada per ua gran part de la població.
Al seu torn es creu que el triestí ha influenciat per irradiació els dialectes vènets de Gorizia i Grado, que malgrat la proximitat geogràfica amb el dialecte bisiac presenten més similituds amb el triestí.

## Exemples de vocabulari
| Triestí    | Italià     | Vènet     | Dàlmata   | Alemany        | Eslovè    | Croat    | Català                      |
| ---------- | ---------- | --------- | --------- | -------------- | --------- | -------- | --------------------------- |
| carèga     | sedia      | carega    | katriga   | stuhl          | stol      | stolica  | cadira                      |
| piròn      | forchetta  | piron     | pirun     | gabel          | vilice    | vilica   | forquilla                   |
| scovàze    | immondizia | scoàse    | škovace   | müll           | odpadki   | otpad    | escombraries                |
| spagnolèto | sigaretta  | Žighereta | španjulet | zigarette      | cigareta  | cigareta | cigarreta                   |
| fraier     |            |           |           | frei herr      |           |          | home lliure (desocupat)     |
| apoteca    | farmacia   |           |           | apotheke       | lekarna   | ljekarna | farmàcia                    |
| (un) bic'  | (un) po'   | (un) poco |           | (ein) bisschen | malo      | malo     | (una) mica                  |
| cevapcici  |            |           |           |                | čevapčiči | ćevapi   | (salsitxa típica balcànica) |
| zima       | freddo     | fredo     |           | kälte          | hladno    | zima     | fred                        |
| spavar     | dormire    | dormir    |           | schlafen       | spati     | spavati  | dormir                      |